# Banten (Cameroun)
Pour les articles homonymes, voir Banten.
Banten est une localité du Cameroun située dans la région du Nord-Ouest et le département du Bui. Il fait partie de la commune de Nkum.

## Population
En 1969, la localité comptait 927 habitants, principalement des Noni.
Lors du recensement de 2005, on a dénombré 1 799 personnes.